# Radni na Sejmik Województwa Podkarpackiego
Radni na Sejmik Województwa Podkarpackiego – w którego skład wchodzi 33 radnych, wybranych w bezpośrednich wolnych wyborach. Sejmik wojewódzki powstał na mocy Ustawy z dnia 5 czerwca 1998 roku o samorządzie województwa i jest organem stanowiącym i kontrolnym województwa.

## Sejmik województwa
Zakres działalności samorządu wojewódzkiego.
- Określanie strategii rozwoju województwa m.in.: poprzez innowacyjność i aktywność gospodarki.
- Polityka rozwoju województwa m.in.: poprzez warunki rozwoju gospodarczego, utrzymanie infrastruktury społeczno-technicznej, pozyskiwanie środków finansowych.
- Strategia rozwoju realizowana poprzez programy wojewódzkie.
- Nadzór nad instytucjami oświatowymi, kulturalnymi i społecznymi o zasięgu wojewódzkim.

Komisje stałe sejmiku.
Sejmik powołuje komisje stałe i doraźne, których zadaniem jest pomoc w wykonywaniu zadań sejmiku, poprzez przedkładanie planu pracy i składaniu sprawozdania z działalności. W skład Komisji Głównej wchodzą: przewodniczący, wiceprzewodniczący i przewodniczący klubów. W skład pozostałych komisji wchodzą: przewodniczący i co najmniej czterech członków.
- Komisja Główna.
- Komisja Rewizyjna.
- Komisja Budżetu, Mienia i Finansów.
- Komisja Rozwoju Regionalnego.
- Komisja Współpracy z Zagranicą, Turystyki i Promocji.
- Komisja Gospodarki i Infrastruktury.
- Komisja Rozwoju Obszarów Wiejskich i Ochrony Środowiska.
- Komisja Ochrony Zdrowia Polityki Prorodzinnej i Społecznej.
- Komisja Edukacji, Kultury i Kultury Fizycznej.
- Komisja Bezpieczeństwa Publicznego i Zatrudnienia.

Okręgi wyborcze.
Radni do Sejmiku Województwa Podkarpackiego są wybierani na 4-letnie kadencje, w pięciu okręgach wyborczych. Zasady i tryb przeprowadzenia wyborów określa odrębna ustawa.
| Okręg            | Liczba radnych | Miasta na prawach powiatu | Powiaty                                                          |
| ---------------- | -------------- | ------------------------- | ---------------------------------------------------------------- |
| 1 – rzeszowski   | 8              | Rzeszów                   | łańcucki, leżajski, rzeszowski                                   |
| 2 – dębicki      | 6              |                           | dębicki, mielecki, ropczycko-sędziszowski, strzyżowski           |
| 3 – tarnobrzeski | 5              | Tarnobrzeg                | kolbuszowski, niżański, stalowowolski, tarnobrzeski              |
| 4 – przemyski    | 6              | Przemyśl                  | jarosławski, lubaczowski, przemyski, przeworski                  |
| 5 – krośnieński  | 8              | Krosno                    | bieszczadzki, brzozowski, jasielski, krośnieński, leski, sanocki |

## Kadencja I
Wybory do Sejmiku Województwa I kadencji odbyły się 11 października 1998, które przeprowadzono na podstawie przepisów Ordynacji wyborczej do rad gmin, rad powiatów i sejmików województw (1998). Wybrano 50 radnych. Ogółem oddano – 692 753 głosów, frekwencja wyniosła – 49,99%.
Wyniki wyborów.
| Komitet wyborczy                   | Liczba głosów | % głosów | Liczba mandatów |
| ---------------------------------- | ------------- | -------- | --------------- |
| Akcja Wyborcza Solidarność         | 321 897       | 46,47%   | 31              |
| Sojusz Lewicy Demokratycznej       | 132 207       | 19,08%   | 10              |
| Przymierze Społeczne: PSL–UP–KPEiR | 108 418       | 15,65%   | 8               |
| Ruch Patriotyczny Ojczyzna         | 49 495        | 7,14%    | 1               |

Radni I kadencji (1998–2002).
| Radny                  | Przynależność              | Nr okręgu | Funkcja                              | Uwagi                                              |
| ---------------------- | -------------------------- | --------- | ------------------------------------ | -------------------------------------------------- |
| Bogdan Rzońca          | AWS                        | 7         | Marszałek województwa podkarpackiego |                                                    |
| Zdzisław Banat         | AWS                        | 1         | przewodniczący sejmiku               |                                                    |
| Stanisław Chmura       | AWS                        | 2         | wiceprzewodniczący sejmiku           |                                                    |
| Marek Ćwiąkała         | AWS                        | 6         | wiceprzewodniczący sejmiku           |                                                    |
| Andrzej Matusiewicz    | AWS                        | 5         | wiceprzewodniczący sejmiku           |                                                    |
| Wiktor Stasiak         | AWS                        | 3         | wiceprzewodniczący zarządu           |                                                    |
| Władysław Ortyl        | AWS                        | 2         | członek zarządu                      |                                                    |
| Jan Sołek              | AWS                        | 4         | członek zarządu                      |                                                    |
| Maria Balawejder Śliwa | AWS                        | 4         |                                      |                                                    |
| Stanisław Bartnik      | AWS                        | 4         |                                      |                                                    |
| Marian Bąk             | SLD                        | 2         |                                      |                                                    |
| Stanisław Bieszczad    | AWS                        | 2         |                                      |                                                    |
| Stefan Bieszczad       | Przymierze Społeczne       | 2         |                                      |                                                    |
| Jerzy Borcz            | AWS                        | 7         |                                      |                                                    |
| Wojciech Buczak        | AWS                        | 1         |                                      |                                                    |
| Andrzej Buczek         | AWS                        | 5         |                                      |                                                    |
| Zygmunt Cholewiński    | AWS                        | 3         |                                      |                                                    |
| Edward Dziaduła        | SLD                        | 5         |                                      |                                                    |
| Mieczysław Figura      | SLD                        | 3         |                                      |                                                    |
| Leonard Fryc           | AWS                        | 3         |                                      |                                                    |
| Elżbieta-Inglot Ulman  | AWS                        | 4         |                                      |                                                    |
| Stanisław Jucha        | SLD                        | 7         |                                      |                                                    |
| Andrzej Kaczmarek      | AWS                        | 3         |                                      |                                                    |
| Marek Kamiński         | AWS                        | 5         |                                      |                                                    |
| Bogusław Kida          | AWS                        | 1         |                                      |                                                    |
| Dariusz Kłeczek        | AWS                        | 3         |                                      |                                                    |
| Piotr Komornicki       | Przymierze Społeczne       | 7         |                                      |                                                    |
| Mieczysław Kosiba      | SLD                        | 2         |                                      |                                                    |
| Andrzej Kozioł         | AWS                        | 7         |                                      |                                                    |
| Bogusław Krzanowski    | AWS                        | 1         |                                      |                                                    |
| Jan Krzanowski         | AWS                        | 7         |                                      |                                                    |
| Wacław Krzanowski      | AWS                        | 7         |                                      |                                                    |
| Jan Kurp               | SLD                        | 1         |                                      |                                                    |
| Tadeusz Marek          | AWS                        | 2         |                                      |                                                    |
| Ludwika Miąso          | AWS                        | 2         |                                      |                                                    |
| Stanisław Odój         | AWS                        | 1         |                                      |                                                    |
| Krystian Mirski        | SLD                        | 5         |                                      |                                                    |
| Stanisław Rusznica     | SLD                        | 1         |                                      |                                                    |
| Zbigniew Słotwiński    | Przymierze Społeczne       | 5         |                                      |                                                    |
| Paweł Stawowy          | Przymierze Społeczne       | 3         |                                      |                                                    |
| Krzysztof Święch       | AWS                        | 6         |                                      |                                                    |
| Jan Pieniądz           | Przymierze Społeczne       | 2         |                                      |                                                    |
| Kazimierz Wojas        | SLD                        | 3         |                                      |                                                    |
| Jacek Zając            | AWS                        | 6         |                                      |                                                    |
| Kazimierz Ziobro       | Ruch Patriotyczny Ojczyzna | 5         |                                      |                                                    |
| Jan Bury               | Przymierze Społeczne       | 4         |                                      | do 21 października 2001                            |
| Jan Burek              | Przymierze Społeczne       | 4         |                                      | od 26 listopada 2001, zastąpił Jana Burego         |
| Marian Kawa            | SLD                        | 6         |                                      | do 29 października 2001                            |
| Andrzej Jurek          | SLD                        | 6         |                                      | od 26 listopada 2001, zastąpił Mariana Kawę        |
| Mieczysław Kasprzak    | Przymierze Społeczne       | 5         |                                      | do 26 stycznia 1999                                |
| Maciej Lewicki         | Przymierze Społeczne       | 5         |                                      | 23 czerwca 1999, zastąpił Mieczysława Kasprzaka    |
| Bolesław Hurkacz       | Przymierze Społeczne       | 5         |                                      | od 29 listopada 2001, zastąpił Macieja Lewickiego  |
| Zbigniew Ćwik          | Przymierze Społeczne       | 5         |                                      | od 26 listopada, zastąpił Bolesława Hurkacza       |
| Janusz Konieczny       | Przymierze Społeczne       | 6         |                                      | do 29 października 2001                            |
| Stanisław Fal          | Przymierze Społeczne       | 6         |                                      | od 26 listopada 2001, zastąpił Janusza Koniecznego |
| Jan Tomaka             | AWS                        | 1         |                                      | do 20 października 2001 wiceprzewodniczący zarządu |
| Stanisław Ossoliński   | AWS                        | 1         |                                      | od 26 listopada 2001, zastąpił Jana Tomakę         |

## Kadencja II
Wybory do Sejmiku Województwa II kadencji odbyły się 27 października 2002. Wybrano 33 radnych. Ogółem oddano – 791 777 głosów, frekwencja wyniosła – 49,85%.
Wyniki wyborów.
| Komitet wyborczy                              | Liczba głosów | % głosów | Liczba mandatów |
| --------------------------------------------- | ------------- | -------- | --------------- |
| Liga Polskich Rodzin                          | 158 353       | 22,86%   | 9               |
| KWW „Podkarpacie Razem”                       | 106 504       | 15,37%   | 7               |
| KKW Sojusz Lewicy Demokratycznej – Unia Pracy | 127 443       | 18,39    | 6               |
| Polskie Stronnictwo Ludowe                    | 97 945        | 14,14    | 6               |
| Samoobrona Rzeczpospolitej Polskiej           | 113 095       | 16,32    | 5               |

Radni II kadencji (2002–2006).
| Radny                       | Przynależność     | Nr okręgu | Funkcja                              | Uwagi                                             |
| --------------------------- | ----------------- | --------- | ------------------------------------ | ------------------------------------------------- |
| Leszek Deptuła              | PSL               | 2         | Marszałek województwa podkarpackiego |                                                   |
| Norbert Mastalerz           | SLD-UP            |           | wicemarszałek województwa            | do maja 2004                                      |
| Julian Ozimek               | SLD-UP            |           | wicemarszałek województwa            | od 11 maja 2004                                   |
| Jan Kurp                    | SLD-UP            | 1         | przewodniczący sejmiku               | do 3 marca 2003                                   |
| Krzysztof Kłak              | Podkarpacie Razem | 4         | przewodniczący sejmiku               | od 31 marca 2003                                  |
| Zbigniew Kośla              | Samoobrona        | 3         | wiceprzewodniczący sejmiku           | od 31 marca 2003                                  |
| Zbigniew Szafraniec         | Samoobrona        | 5         | wiceprzewodniczący sejmiku           | od 31 marca 2003                                  |
| Janusz Chara                | Samoobrona        | 1         | wiceprzewodniczący sejmiku           | od 29 września 2003                               |
| Stefan Struzik              | SLD-UP            | 3         | wiceprzewodniczący sejmiku           | od 29 września 2003                               |
| Piotr Babinetz              | Podkarpacie Razem | 4         |                                      |                                                   |
| Stanisław Zając             | LPR               | 4         |                                      | do 7 listopada 2005                               |
| Elżbieta Bienia             | LPR               | 4         |                                      | od 28 listopada 2005, zastąpiła Stanisława Zająca |
| Tadeusz Błaszczyszyn        | Samoobrona        | 4         |                                      |                                                   |
| Jan Burek                   | PSL               | 1         |                                      |                                                   |
| Jan Bury                    | SLD-UP            | 2         |                                      |                                                   |
| Józef Frączek               | LPR)              | 1         |                                      |                                                   |
| Stanisław Jucha             | SLD-UP            | 4         |                                      |                                                   |
| Mirosław Karapyta           | PSL               | 4         |                                      |                                                   |
| Dariusz Kłeczek             | Podkarpacie Razem | 3         |                                      | do 7 listopada 2005                               |
| Jacek Koralewski            | Podkarpacie Razem | 3         |                                      | od 28 listopada 2005, zastąpił Dariusza Kłeczka   |
| Stanisław Kościelny         | PSL               | 3         |                                      |                                                   |
| Adam Kozak                  | SLD-UP            | 4         |                                      |                                                   |
| Jan Krzanowski              | LPR               | 4         |                                      |                                                   |
| Barbara Kuźniar-Jabłczyńska | Podkarpacie Razem | 1         |                                      |                                                   |
| Lucjan Kuźniar              | SLD-UP            | 4         |                                      |                                                   |
| Maciej Lewicki              | PSL               | 4         |                                      |                                                   |
| Henryk Nowak                | Samoobrona        | 3         |                                      | od 27 lutego 2006, zastąpił Zbigniewa Koślę       |
| Władysław Ortyl             | Podkarpacie Razem | 2         |                                      | do 7 listopada 2005                               |
| Jan Pieniądz                | PSL               | 2         |                                      |                                                   |
| Zdzisław Pupa               | LPR               | 2         |                                      |                                                   |
| Wanda Rakszawska-Stopyra    | LPR               | 1         |                                      |                                                   |
| Marian Daszyk               | LPR               | 4         |                                      | do 7 listopada 2005                               |
| Teresa Rysz                 | LPR               | 4         |                                      | od 28 listopada 2005, zastąpiła Mariana Daszyka   |
| Jerzy Rybka                 | SLD-UP            | 1         |                                      | od 28 kwietnia 2003, zastąpił Jana Kurpa          |
| Wiktor Stasiak              | Podkarpacie Razem | 3         |                                      | do 24 lutego 2003                                 |
| Roman Ryznar                | Podkarpacie Razem | 3         |                                      | od 24 lutego 2003, zastąpił Wiktora Stasiaka      |
| Zbigniew Sieczkoś           | Podkarpacie Razem | 1         |                                      |                                                   |
| Tadeusz Sosnowski           | Samoobrona        | 4         |                                      |                                                   |
| Józef Szajna                | PSL               | 4         |                                      |                                                   |
| Jarosław Śliwiński          | LPR               | 4         |                                      |                                                   |
| Bogusław Tofilski           | LPR               | 3         |                                      |                                                   |
| Stanisław Wąsik             | LPR               | 2         |                                      |                                                   |
| Przemysław Wojtys           | Samoobrona        | 2         |                                      | od 28 listopada 2005, zastąpił Władysława Ortyla  |
| Adrian Zbyrowski            | Samoobrona        | 2         |                                      |                                                   |

## Kadencja III
Wybory do Sejmiku Województwa III kadencji odbyły się 12 listopada 2006. Wybrano 33 radnych. Ogółem oddano – 698 879 głosów, frekwencja wyniosła 48,56%.
Wyniki wyborów.
| Komitet wyborczy                      | Liczba głosów | % głosów | Liczba mandatów |
| ------------------------------------- | ------------- | -------- | --------------- |
| Prawo i Sprawiedliwość                | 259 580       | 37,15%   | 15              |
| Polskie Stronnictwo Ludowe            | 137 044       | 19,61%   | 7               |
| Platforma Obywatelska                 | 110 151       | 15,76%   | 7               |
| Liga Polskich Rodzin                  | 42 799        | 6,12%    | 2               |
| KKW Lewica i Demokraci SLD+SDPL+PD+UP | 69 548        | 9,95%    | 1               |
| Samoobrona                            | 37 052        | 5,30%    | 1               |

Radni III kadencji (2006–2010).
| Radny               | Przynależność            | Nr okręgu | Funkcja                              | Uwagi                           |
| ------------------- | ------------------------ | --------- | ------------------------------------ | ------------------------------- |
| Zygmunt Cholewiński | PiS                      | 3         | Marszałek województwa podkarpackiego |                                 |
| Bogdan Rzońca       | PiS                      | 5         | wicemarszałek województwa            |                                 |
| Kazimierz Ziobro    | LPR                      | 4         | wicemarszałek województwa            |                                 |
| Andrzej Matusiewicz | PiS                      | 4         | przewodniczący sejmiku               |                                 |
| Lidia Błądek        | PiS                      | 3         | wiceprzewodnicząca sejmiku           |                                 |
| Teresa Kubas-Hul    | PO                       | 1         | wiceprzewodnicząca sejmiku           |                                 |
| Czesław Łączak      | PiS                      | 2         | wiceprzewodnicząca sejmiku           |                                 |
| Stanisław Bajda     | PiS                      | 4         | członek zarządu                      |                                 |
| Jan Burek           | PiS                      | 1         | członek zarządu                      |                                 |
| Stanisław Bartman   | PSL                      | 1         |                                      | zastąpił Martę Półtorak         |
| Stanisław Bartnik   | PiS                      | 1         |                                      |                                 |
| Jerzy Borcz         | PO                       | 5         |                                      |                                 |
| Wojciech Buczak     | PiS                      | 1         |                                      | zastąpił Kazimierza Jaworskiego |
| Leszek Ciepły       | Narodowy Kongres Polski  | 5         |                                      | zastąpił Adama Śnieżka          |
| Sławomir Cynkar     | PO                       | 2         |                                      |                                 |
| Marek Czarniecki    | PSL                      | 4         |                                      | zastąpił Mirosława Karapytę     |
| Józef Gudyga        | PiS                      | 2         |                                      | zastąpił Zdzisława Pupę         |
| Janusz Konieczny    | Lewica i Demokraci       | 5         |                                      |                                 |
| Stanisław Kościelny | PSL                      | 3         |                                      |                                 |
| Lucjan Kuźniar      | PSL                      | 4         |                                      |                                 |
| Maciej Lewicki      | PO                       | 4         |                                      |                                 |
| Tadeusz Majchrowicz | PiS                      | 5         |                                      | zastąpił Piotra Babinetza       |
| Mieczysław Miazga   | PiS                      | 1         |                                      |                                 |
| Sławomir Miklicz    | PO                       | 5         |                                      |                                 |
| Jan Pieniądz        | PSL                      | 2         |                                      | zastąpił Bolesława Bujaka       |
| Andrzej Reguła      | PSL                      | 2         |                                      | zastąpił Leszka Deptułę         |
| Bogdan Romaniuk     | Prawica Rzeczypospolitej | 3         |                                      |                                 |
| Michał Rutkowski    | PO                       | 3         |                                      |                                 |
| Danuta Stępień      | PO                       | 1         |                                      |                                 |
| Zbigniew Szafraniec | Samoobrona               | 5         |                                      |                                 |
| Józef Szajna        | PSL                      | 5         |                                      |                                 |
| Bogusław Tofilski   | LPR                      | 3         |                                      |                                 |
| Przemysław Wojtys   | PiS                      | 2         |                                      |                                 |

## Kadencja IV
Wybory do Sejmiku Województwa odbyły się 21 listopada 2010. Wybrano 33 radnych. Ogółem oddano – 761 945 głosów, frekwencja wyniosła 50,70%.
Wyniki wyborów.
| Komitet wyborczy             | Liczba głosów | % głosów | Liczba mandatów |
| ---------------------------- | ------------- | -------- | --------------- |
| Prawo i Sprawiedliwość       | 293 637       | 38,54%   | 15              |
| Platforma Obywatelska        | 165 435       | 21,71%   | 7               |
| Polskie Stronnictwo Ludowe   | 164 062       | 21,53%   | 7               |
| Sojusz Lewicy Demokratycznej | 93 847        | 12,32%   | 4               |

Radni IV kadencji (2010–2014).
| Radny               | Przynależność | Nr okręgu | Funkcja                              | Uwagi                                                             |
| ------------------- | ------------- | --------- | ------------------------------------ | ----------------------------------------------------------------- |
| Mirosław Karapyta   | PSL           | 4         | Marszałek Województwa Podkarpackiego | od 30 listopada 2010 do 27 maja 2013                              |
| Zygmunt Cholewiński | PO            | 3         | wicemarszałek województwa            | od 30 listopada 2010 do 27 maja 2013                              |
| Anna Kowalska       | SLD           | 1         | wicemarszałek województwa            | od 30 listopada 2010 do 27 maja 2013                              |
| Lucjan Kuźniar      | PSL           | 4         | członek zarządu województwa          | od 30 listopada 2010 do 27 maja 2013                              |
| Sławomir Miklicz    | PO            | 5         | członek zarządu województwa          | od 30 listopada 2010 do 27 maja 2013                              |
| Stanisław Bajda     | PiS           | 4         |                                      |                                                                   |
| Stanisław Bartman   | PSL           | 1         |                                      |                                                                   |
| Stanisław Bartnik   | PiS           | 1         |                                      |                                                                   |
| Lidia Błądek        | PiS           | 3         |                                      | mandat objęty 28 listopada 2011; zastąpiła Janinę Sagatowską      |
| Jerzy Borcz         | PO            | 5         |                                      | mandat objęty 14 grudnia 2010; zastąpił Piotra Przytockiego       |
| Jarosław Brenkacz   | PiS           | 4         |                                      | mandat objęty 21 grudnia 2012; zastąpił Kazimierza Ziobrę         |
| Edward Brzostowski  | SLD           | 2         |                                      |                                                                   |
| Andrzej Buczek      | PiS           |           |                                      | mandat objęty 28 listopada 2011, a wygaszony 21 października 2012 |
| Wojciech Buczak     | PiS           | 1         |                                      |                                                                   |
| Jan Burek           | PO            | 1         |                                      |                                                                   |
| Janusz Ciółkowski   | PiS           | 5         |                                      |                                                                   |
| Ewa Draus           | PiS           | 3         |                                      |                                                                   |
| Fryderyk Kampinos   | PiS           | 2         |                                      |                                                                   |
| Mariusz Kawa        | PSL           | 2         |                                      |                                                                   |
| Janusz Konieczny    | SLD           | 5         |                                      |                                                                   |
| Teresa Kubas-Hul    | PO            | 1         |                                      |                                                                   |
| Maciej Lewicki      | PO            | 4         |                                      |                                                                   |
| Andrzej Matusiewicz | PiS           | 4         |                                      | mandat wygaszony 24 października 2011                             |
| Janusz Magoń        | PiS           | 4         |                                      | mandat odjęty 28 listopada 2011; zastąpił Andrzeja Matusiewicza   |
| Tadeusz Majchrowicz | PiS           | 5         |                                      | mandat objęty 28 listopada 2011; zastąpił Bogdana Rzońcę          |
| Mieczysław Miazga   | PiS           | 1         |                                      |                                                                   |
| Zdzisław Nowakowski | PO            | 2         |                                      |                                                                   |
| Tadeusz Pióro       | PiS           | 5         |                                      |                                                                   |
| Bogdan Romaniuk     | PiS           | 3         |                                      |                                                                   |
| Bogdan Rzońca       | PiS           | 5         |                                      | mandat wygaszony 24 października 2011                             |
| Janina Sagatowska   | PiS           | 3         |                                      | mandat wygaszony 24 października 2011                             |
| Dariusz Sobieraj    | PSL           | 5         |                                      |                                                                   |
| Władysław Stępień   | PSL           | 3         |                                      |                                                                   |
| Jan Tarapata        | PSL           | 2         |                                      |                                                                   |
| Bronisław Tofil     | SLD           | 3         |                                      |                                                                   |
| Władysław Turek     | PiS           | 5         |                                      |                                                                   |
| Kazimierz Ziobro    | PiS           | 4         |                                      | mandat wygaszony 24 października 2011                             |

## Kadencja V
Wybory do Sejmiku Województwa V kadencji odbyły się 16 listopada 2014 roku. Wybrano 33 radnych. Ogółem oddano – 730 202 głosów, frekwencja wyniosła 50,62%.
Wyniki wyborów.
| Komitet wyborczy           | Liczba głosów | % głosów | Liczba mandatów |
| -------------------------- | ------------- | -------- | --------------- |
| Prawo i Sprawiedliwość     | 319 092       | 43,70%   | 19              |
| Polskie Stronnictwo Ludowe | 178 091       | 24,39%   | 9               |
| Platforma Obywatelska      | 112 229       | 15,37%   | 5               |

Radni V kadencji (2014–2018).
| Radny                  | Przynależność | Nr okręgu | Funkcja                                                                                             |                                                                                                 |
| ---------------------- | ------------- | --------- | --------------------------------------------------------------------------------------------------- | ----------------------------------------------------------------------------------------------- |
| Władysław Ortyl        | PiS           | 2         | Marszałek województwa podkarpackiego                                                                | od 28 listopada 2014                                                                            |
| Maria Kurowska         | PiS           | 5         | wicemarszałek województwa                                                                           | od 28 listopada 2014                                                                            |
| Wojciech Buczak        | PiS           | 1         | wicemarszałek województwa                                                                           | od 28 listopada 2014; mandat wygaszony 24 listopada 2015, w związku z objęciem mandatu posła RP |
| Bogdan Romaniuk        | PiS           | 3         | przewodniczący sejmiku (od 28 listopada 2014) i wicemarszałek województwa (od 30 października 2015) |                                                                                                 |
| Jerzy Borcz            | PiS           | 5         | przewodniczący sejmiku                                                                              | od 30 października 2015 do 25 stycznia 2016                                                     |
| Jerzy Cypryś           | PiS           | 1         | przewodniczący sejmiku                                                                              | od 25 stycznia 2016                                                                             |
| Dorota Chilik          | PiS           | 5         | wiceprzewodnicząca sejmiku                                                                          | od 25 stycznia 2016, zastąpiła Tadeusza Piórę                                                   |
| Stanisław Kruczek      | PiS           | 1         | członek zarządu województwa                                                                         | od 28 listopada 2014                                                                            |
| Lucjan Kuźniar         | PiS           | 4         | członek zarządu województwa                                                                         | od 28 listopada 2014, zastąpił Mieczysława Miazgę                                               |
| Joanna Bril            | PSL           | 5         | | zastąpiła Kazimierza Śnieżka                                                                    |
| Stanisław Bajda        | PiS           | 4         | |                                                                                                 |
| Stanisław Bartman      | PSL           | 1         | |                                                                                                 |
| Stanisław Bartnik      | PiS           | 1         | |                                                                                                 |
| Stefan Bieszczad       | PiS           |           | |                                                                                                 |
| Joanna Frydrych        | PO            | 5         | | mandat wygaszony 4 listopada 2015, w związku z objęciem mandatu posła RP                        |
| Ewa Draus              | PiS           | 3         | | zastąpiła Lucjusza Nadbereżnego                                                                 |
| Anna Huk               | PiS           | 4         | | mandat objęty 30 listopada 2015, zastąpiła Annę Szmidt-Rodziewicz                               |
| Teresa Kubas-Hul       | PO            | 1         | |                                                                                                 |
| Jacek Kotula           | PiS           | 1         | | mandat objęty 30 listopada 2015' zastąpił Wojciecha Buczaka                                     |
| Iwona Kołek            | PO            | 3         | |                                                                                                 |
| Lidia Błądek           | PiS           | 3         | |                                                                                                 |
| Tomasz Bury            | PSL           | 4         | |                                                                                                 |
| Ewa Leniart            | PiS           |           | | mandat objęty 30 listopada 2015, a wygaszony 11 grudnia 2015                                    |
| Wiesław Lada           | PSL           | 2         | |                                                                                                 |
| Maciej Lewicki         | PO            | 4         | |                                                                                                 |
| Czesław Łączak         | PiS           | 2         | |                                                                                                 |
| Mieczysław Miazga      | PiS           | 1         | | mandat wygaszony 4 listopada 2015 w związku objęcia mandatu posła RP                            |
| Jacek Magdoń           | PiS           | 2         | |                                                                                                 |
| Sławomir Miklicz       | PO            | 5         | | mandat objęty 30 listopada 2015, zastąpił Joannę Frydrych                                       |
| Andrzej Nepelski       | PSL           | 4         | |                                                                                                 |
| Marek Ordyczyński      | PO            | 1         | |                                                                                                 |
| Tadeusz Pióro          | PiS           | 5         | | mandat wygaszony 3 grudnia 2014                                                                 |
| Maria Pospolitak       | PSL           | 5         | |                                                                                                 |
| Anna Szmidt-Rodziewicz | PiS           | 4         | | mandat wygaszony 4 listopada 2015 w związku z objęciem mandatu posła RP                         |
| Dariusz Sobieraj       | PSL           | 5         | |                                                                                                 |
| Władysław Stępień      | PSL           | 3         | |                                                                                                 |
| Kazimierz Śnieżek      | PSL           | 5         | | mandat wygaszony 16 stycznia 2015                                                               |
| Jan Tarapata           | PSL           | 2         | |                                                                                                 |
| Wojciech Zając         | PiS           | 5         | |                                                                                                 |

## Kadencja VI
Wybory samorządowe do Sejmiku Województwa VI kadencji odbyły się 21 października 2018 roku. Wybrano 33 radnych. Ogółem oddano - 848 729 głosów, frekwencja wyniosła 53,02%.
Wyniki wyborów.
| Komitet wyborczy                               | Liczba głosów | % głosów | Liczba mandatów |
| ---------------------------------------------- | ------------- | -------- | --------------- |
| Prawo i Sprawiedliwość                         | 443 439       | 52,25%   | 25              |
| KKW Platforma. Nowoczesna Koalicja Obywatelska | 114 100       | 13,44    | 5               |
| Polskie Stronnictwo Ludowe                     | 100 802       | 11,88    | 3               |

Radni VI kadencji (2018–2023).
| Radny             | Przynależność        | Nr okręgu | Funkcja                                      |                                                      |
| ----------------- | -------------------- | --------- | -------------------------------------------- | ---------------------------------------------------- |
| Władysław Ortyl   | PiS                  | 2         | Marszałek województwa podkarpackiego         | Od 19 listopada 2018                                 |
| Ewa Draus         | PiS                  | 3         | wicemarszałek województwa                    | Od 18 listopada 2018                                 |
| Piotr Pilch       | PiS                  | 4         | wicemarszałek województwa                    | Od 18 listopada 2018                                 |
| Jerzy Borcz       | PiS                  | 5         | Przewodniczący Prezydium Zarządu sejmiku     | Od 18 listopada 2018                                 |
| Jerzy Cypryś      | PiS                  | 1         | wiceprzewodniczący Prezydium Zarządu sejmiku | Od 18 listopada 2018                                 |
| Czesław Łączak    | PiS                  | 2         | wiceprzewodniczący Prezydium Zarządu sejmiku | Od 18 listopada 2018                                 |
| Teresa Pamuła     | PiS                  | 4         | wiceprzewodniczący Prezydium Zarządu sejmiku | Od 18 listopada 2018                                 |
| Stanisław Kruczek | Porozumienie         | 1         | członek Prezydium Zarządu sejmiku            | Od 18 listopada 2018                                 |
| Maria Kurowska    | Solidarna Polska     | 5         | członek Prezydium Zarządu sejmiku            | Od 18 listopada 2018 do 2019                         |
| Stefan Bieszczad  | Porozumienie         | 2         |                                              |                                                      |
| Monika Brewczk    | PiS                  | 10        | członek Prezydium Zarządu sejmiku            | Od 28 października 2019 (w miejsce Marii Kurowskiej) |
| Adam Drozd        | Partia Republikańska | 5         |                                              |                                                      |
| Jan Dziubiński    | Solidarna Polska     | 3         |                                              |                                                      |
| Maria Fajger      | PiS                  | 1         |                                              |                                                      |
| Krzysztof Feret   | Nowoczesna           | 1         |                                              |                                                      |
| Anna Huk          | Solidarna Polska     | 4         |                                              |                                                      |
| Jacek Kotula      | PiS                  | 1         |                                              |                                                      |
| Mariusz Król      | PiS                  | 4         |                                              |                                                      |
| Dorota Łukaszyk   | Porozumienie         | 5         |                                              |                                                      |
| Jacek Magdoń      | PiS                  | 2         |                                              |                                                      |
| Maria Napieracz   | PiS                  | 2         |                                              |                                                      |
| Andrzej Nepelski  | PSL                  | 4         |                                              |                                                      |
| Karol Ożóg        | PiS                  | 1         |                                              |                                                      |
| Kamila Piech      | PiS                  | 3         |                                              |                                                      |
| Antoni Pikul      | PO                   | 5         |                                              |                                                      |
| Bogdan Romaniuk   | PiS                  | 3         |                                              |                                                      |
| Danuta Stępień    | PO                   | 1         |                                              |                                                      |
| Dariusz Sobieraj  | PO                   | 5         |                                              |                                                      |
| Andrzej Szlęzak   | KO/PSL/Konfederacja  | 3         |                                              |                                                      |
| Adam Śnieżek      | PiS                  | 5         |                                              |                                                      |
| Jan Tarapata      | PSL                  | 2         |                                              |                                                      |
| Mieczysław Tołpa  | PiS                  | 1         |                                              |                                                      |
| Piotr Tomański    | PO                   | 4         |                                              |                                                      |
| Wojciech Zając    | PiS                  | 5         |                                              |                                                      |